# قصي السهيل
قصي عبد الوهاب عبود السهيل (البصرة 2 أبريل 1965) أكاديمي و سياسي عراقي ، وزير التعليم العالي في حكومة عادل عبد المهدي، و النائب الأول لرئيس مجلس النواب العراقي (2010-2014)، ونائب سابق في البرلمان العراقي في دورته الأولى وفي الجمعية الوطنية ، دكتوراه في الجيولوجيا بتخصص هيدروجيولوجي وأستاذ في تخصصه في جامعة البصرة. 